# Rafael de Jesus
Rafael Aparecido de Moura Jesus (ur. 24 czerwca 1991) – brazylijski zapaśnik walczący w stylu wolnym. Zajął piąte miejsce na mistrzostwach panamerykańskich w 2013. Brązowy medalista igrzysk Ameryki Południowej w 2014 i mistrzostw Ameryki Południowej w 2012. Osiemnasty na Uniwersjadzie w 2013, jako zawodnik University Paulista 
 w São Paulo.